# Conteville, Oise

Conteville este o comună în departamentul Oise, Franța. În 1 ianuarie 2022 avea o populație de 71 de locuitori.